# 탱커 (비디오 게이밍)
탱커는 비디오 게임 등에서 적의 공격을 막고 아군들에게 시간을 벌어주는 역할을 하는 캐릭터 역할군을 가리키는 단어이다. 주로 힐러, 딜러와 함께 조합되는 캐릭터이다.

## 능력
탱커는 적의 공격으로부터 아군들을 보호하고 아군들에게 상태 강화를 부여하거나 적에게 디버프를 걸기도 한다.

## 탱커의 종류
다음은 탱커들의 종류에 대해 나열하는 분류이다.
- 도발 캐릭터:자신이 도발하여 적의 공격으로부터 아군을 보호하는 역할을 하는 캐릭터이다.
- 아군 보호막 캐릭터:모든 아군에게 보호막을 소환하여 적으로부터 아군을 보호한다.
- 회피 캐릭터:아군들에 회피를 부여하여 적의 공격을 아군들이 일정 확률로 회피를 할 수 있게 지원하여 아군을 보호한다.

## 같이 보기
- 비디오 게임
- 캐릭터 클래스